# Богородицкое сельское поселение (Орловская область)
Богородицкое се́льское поселе́ние — муниципальное образование в Хотынецком районе Орловской области Российской Федерации.
Площадь 10877 га. Административный центр — село Богородицкое.

## Физико—географическая характеристика
Муниципальное образование расположено в южной части Хотынецкого района. Граничит на северо—западе с Брянской областью, на северо—востоке с Меловским сельским поселением, на юго—востоке с Урицким районом, на юго—западе с Шаблыкинским районом.
Основные реки - Лубна и Цон.

### Климат
На территории поселения господствует умеренно континентальный тип климата (по классификации Кёппена Dfb).

## История
Богородицкое сельское поселение образовано 25 октября 2004 г.
Во время Великой Отечественной войны территория муниципального образования была оккупирована немецко—фашистскими захватчиками с 5 октября 1941 года. Почти два года продолжалась политика террора, насилия и грабежей фашистов над местным населением, которое так и не покорилось им, а лишь продолжало храбро сопротивляться. Административный центр, с. Богородицкое, был освобождён 12 августа 1943 года усилиями 26 гвардейской стрелковой дивизии РККА.

## Население
| 2010 | 2012 | 2013 | 2014 | 2015 | 2016 | 2017 |
| ---- | ---- | ---- | ---- | ---- | ---- | ---- |
| 753  | ↘722 | ↘720 | ↘705 | ↘678 | ↘673 | ↘650 |
| 2018 | 2019 | 2020 | 2021 | 2023 |      |      |
| ↘637 | ↘623 | ↘598 | ↘482 | ↘479 |      |      |

## Состав сельского поселения
В Богородицкое сельское поселение входят 13 населённых пунктов:
| №  | Населённый пункт | Тип населённого пункта       | Население (2010) |
| -- | ---------------- | ---------------------------- | ---------------- |
| 1  | Баздрево         | деревня                      | 25               |
| 2  | Балкашинский     | посёлок                      | 0                |
| 3  | Богатищево       | деревня                      | 1                |
| 4  | Богородицкое     | село, административный центр | ↘587             |
| 5  | Бредихин         | посёлок                      | 0                |
| 6  | Вербник          | село                         | 13               |
| 7  | Горки            | село                         | ↘74              |
| 8  | Маяки            | деревня                      | 11               |
| 9  | Новиковский      | посёлок                      | 0                |
| 10 | Прилепы          | деревня                      | 14               |
| 11 | Пятницкое        | село                         | 23               |
| 12 | Сидоровец        | посёлок                      | 1                |
| 13 | Яхонтова         | деревня                      | 0                |

## Транспорт
По территории поселения проходит федеральная дорога Р120 и, связывающая её через административный центр поселения с. Богородицкое с районным центром пгт. Хотынец, местная дорога 54К—3.